# Rwenzori-hegység Nemzeti Park
A Rwenzori-hegység Nemzeti Park Uganda és a Kongói Demokratikus Köztársaság határán húzódó Rwenzori-hegységben található. A nemzeti park az UNESCO világörökség része. Területe csaknem 1000 km², a parkban emelkedik Afrika harmadik legmagasabb hegycsúcsa, számos vízesés, tó és gleccser található benne. A park csodálatos növényvilágáról ismert.

## Története
A Rwenzori-hegység Nemzeti Parkot 1991-ben hozták létre. Kivételes természeti szépsége miatt javasolták felvételét az UNESCO világörökségi helyszínei közé 1994-ben. 1997-től 2001 júniusáig lázadó félkatonai csapatok foglalták el a Rwenzori-hegységet. A park 1999 és 2004 között az UNESCO Veszélyeztetett világörökségi helyszínek listájára került a politikai bizonytalanság és a rendelkezésre álló források hiánya miatt.

## Földrajza
A Rwenzori-hegység Nemzeti Park Uganda délnyugati részén a Kelet-Afrikai Nagy-hasadékvölgy nyugati szakaszán fekszik az Albert hasadékvölgy mentén. Ugandának a Kongói Demokratikus Köztársasággal határos részén található, és 50 km hosszan határos a szintén világörökséghez tartozó Virunga Nemzeti Parkkal.  A park a Bundibugyo, Kabarole és Kasese körzetek területére esik, 25 km-re Kasese városától. Területe 996 km², melynek 70%-a  2500 m-nél magasabban fekszik. A park hossza 120 km, szélessége 48 km. 
A park a Rwenzori-hegység középső és keleti felét foglalja el, a hegység maga az egyenlítői száraz síkság fölé emelkedik. A Rwenzori-hegység magasabb az Alpoknál, csúcsát állandó jégsapka borítja. A Stanley-hegy a park területén helyezkedik el. A Margherita-csúcs, a Stanley-hegy ikercsúcsainak egyike, Afrika harmadik legmagasabb csúcsa, eléri az 5109 m magasságot. Afrika negyedik és ötödik legmagasabb csúcsa (a Speke-hegy és a Baker-hegy) szintén a park területén emelkedik.  A parkban gleccserek, hómezők, vízesések és tavak alkotják Afrika egyik legszebb hegyvidékét.

## Éghajlata
A Kongó-medence párás levegője miatt a hegység klímája nagyon nedves, az eső még a szárazabb hónapokban is mindennapos. 2500 m-es magasság felett a felhők napokig megmaradhatnak. Az éves átlagos csapadékmennyiség a hegység lábainál 2500 mm, csúcsértékét március-május illetve augusztus-december hónapokban éri el. A csapadékot az uralkodó északkeleti szelek és a délkeleti monszun befolyásolja, a havi maximális csapadékmennyiség elérheti a 375 mm-t. Az időjárási körülmények a magasságtól függően változnak. A hó mennyisége több, mint a Kenya-hegyen illetve a Kilimandzsárón, a hegyek párás, fagyos levegőjében zúzmara alakul ki. A hőmérséklet a magasabb területeken a mérsékelt égövire hasonlít, az éjszakai „telet” nappali „nyár” követi. 

## A klímaváltozás hatása

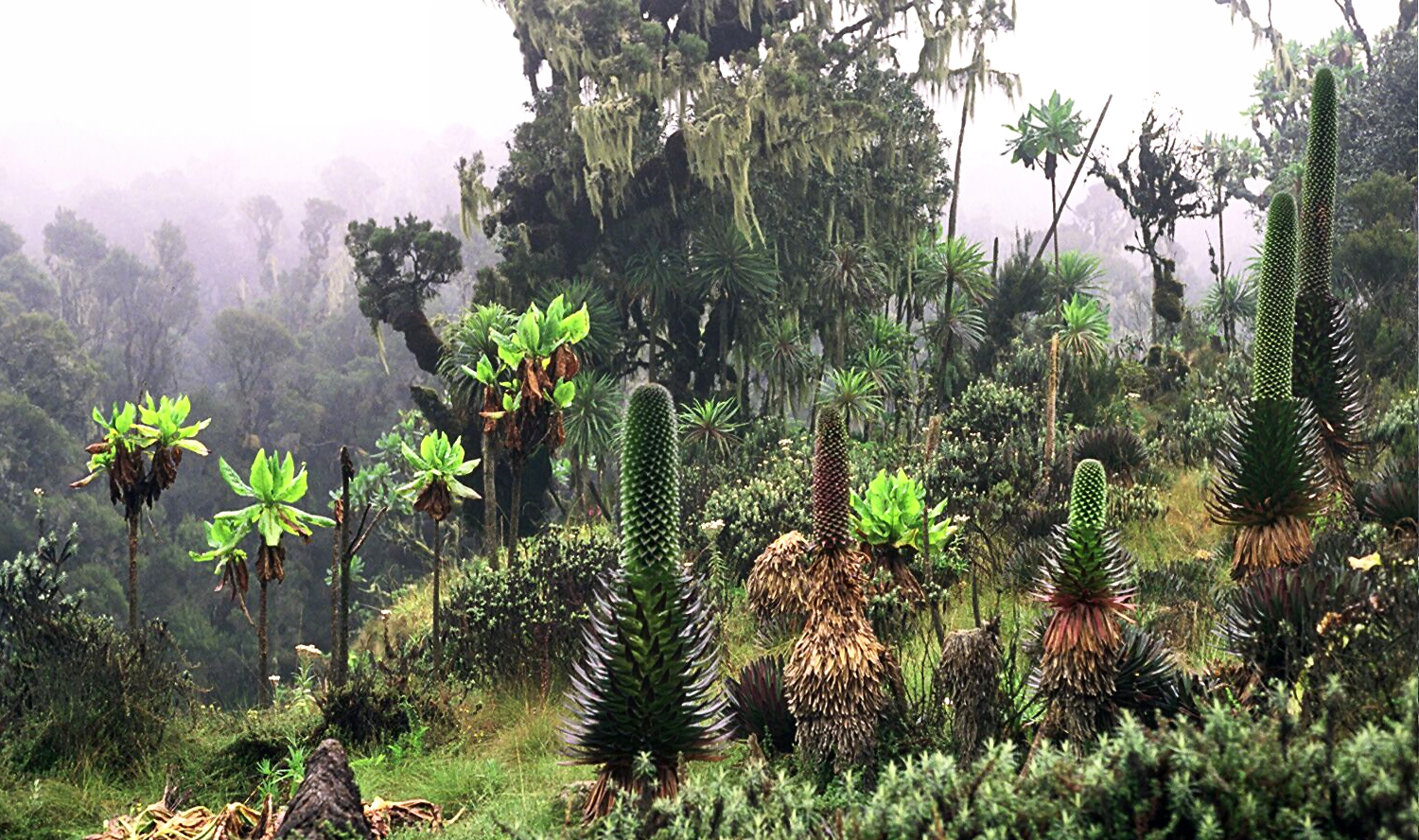
Növényvilág a Rwenzori-hegységben, előtérben óriás lobéliákkal

Az utóbbi években aggodalomra ad okot a globális klímaváltozás hatása a Rwenzori-hegység gleccsereire, azok jövőjére. 1906-ban a Rwenzori-hegységben hat hegyen 43 ismert gleccser volt, teljes területük 7,5 km² volt, mely Afrika teljes gleccserterületének felét tette ki. 1990-re a Rwenzori-hegység gleccserei az 1955-ben feljegyzett méretük 40%-ára húzódtak vissza, ez kevesebb, mint a 20. század elején mért érték negyede. 2005-ben mindössze három hegyen, 1,5 km²-nyi területű gleccser maradt meg. A legújabb tudományos kutatások ezt a zsugorodást a globális klímaváltozás hatásaként értékelik. Ugyanakkor a kutatások azt valószínűsítik, hogy a közeli Kongó-medence nagy párataralmú levegője miatt a gleccserek visszahúzódása lassabb lesz, mint a kenyai Kilimandzsáró-hegyen.  

## Biológiai sokszínűség
A parkban számos olyan faj él, mely csak az Albert-hasadékban található meg, közöttük számos veszélyeztetett fajjal. Növény- és állatfajok nagyfokú változatossága jellemzi. A park elsősorban növényvilágáról ismert, melyet a világ egyik legszebbjének tartanak. Öt jól elkülöníthető vegetációs zóna figyelhető meg, melyek a tengerszint feletti magasságtól függően változnak. A parkban 89 madárfaj, 15 féle pillangó és négy főemlős faj él. A park vadvilága szintén a magassággal van összefüggésben, a fajok közt megtalálható  az afrikai erdei elefánt, a csimpánz, a szirtiborz, a fekete és fehér kolobuszmajom, a csuklyás cerkóf, a sárgahátú bóbitásantilop és a Johnston-turákó.

## Növényzete
A hegység növényzeti öveit számos kutató tanulmányozta.

## Természetvédelem és turizmus
A park az ugandai kormány tulajdonában van, kezelői az Ugandai Nemzeti Parkok. Védett státuszt élvez. A park Kasese városán keresztül érhető el, a város Uganda fővárosától, Kampalától 437 km-re nyugatra fekszik. A városban szállodák és turistaházak állnak a látogatók rendelkezésére, a parkban kemping, ösvények jó hálózata és kunyhók várják a kirándulni vágyókat. A park kiváló lehetőségeket nyújt túrázásra és hegymászásra, szokatlan tájakkal és fenséges látvánnyal.